# Мордовська література і Тарас Шевченко
Твори Тараса Шевченка в перекладах мордовською мовою (ерзянською і мокшанською) з'явилися вже в 30-их рр. XX ст. Докладніше мордовська література ознайомилась із Шевченком у 1939 році у зв'язку із широким відзначенням 125-річчя Тараса Шевченка.

## Публікації і переклади
Тоді у мордовській пресі було опубліковано статті про Шевченка та переклади його творів.

### "Эрзянь коммуна"
Пам'яті поета було присвячено окремий номер газети "Эрзянь коммуна", 9.03.1939, в якому було надруковано статті І. Маліна "Великий народний поет", О. Суркова "Збулося бажання Тараса", ред. статтю "Великий поет-революціонер" та вірші Шевченка "Заповіт", "Чого мені тяжко, чого мені нудно" і "Ой чого ти почорніло" в перекладі ерзя мовою К. Абрамова та М. Сімдянова.

### «Мокшень правда»
У газеті «Мокшень правда» 6.03.1939 було поміщено ред. статті про Шевченка «Співець знедолених і пригноблених» та «Життєвий шлях великого поета», а також його вірші «Ой гляну я, подивлюся», «У тієї Катерини» (переклад О. Карасьов) та «Заповіт» (переклад А. Чекашкін).

### "Мордовиянь комсомолец"
Газета "Мордовиянь комсомолец" 20.02.1939 надрукувала в перекладі на ерзя мову вірші Шевченка "Ой чого ти почорніло" (переклад М. Сімдянов), а 8.03 - уривки з поеми "Катерина" (переклад П. Любаєв), "Не гріє сонце на чужині", "Ой гляну я, подивлюся" (Переклав О. Мартинов).

### "Сятко"
Літературно-художній журнал "СЯТКО" опублікував ред. статтю "Тарас Григорович Шевченко", в якій ознайомив читачів із життям і творчістю поета. В цьому журналі вміщено твори Шевченка, перекладені ерзя мовою М. Іркаєвим ("Заповіт" поема "Сон"), О. Мартиновим, ("Не гріє сонечко на чужині", "Ой, гляну я, подивлюся"), М. Сімдяновим ("Огні горять, музика грає", "Чого мені тяжко, чого мені нудно") і К. Абрамовим ("По улиці вітер віє", "Чи ми ще зійдемося знову", "Ой одна я, одна").

## Видання
У 1940 р. в Саранську було видано дві книжки творів Шевченка: мокша мовою "Вірші та поеми" (у перекладах А. Чекашкіна, О. Красьова, Г. П'янзіна і Я. Пінясова) і ерзя мовою "Кобзар" (К. Абрамов, М. Сімдянов, Д. Куляскін, О. Мартинов, П. Любаєв, М. Іркаєв).
Крім того, до шкільних хрестоматій було включено твори Шевченка "Заповіт", "Ой, чого ти почорніло" та інші. 
У 1954 роців Мордовії вийшла збірка "Українські вірші та оповідання", в якій було надруковано Шевченкові твори "Тарасова Ніч", "Садок вишневий коло хати", "Доля", "Гоголю", "Я не нездужаю, нівроку", "Заповіт" та інші у перекладах О. Малькіна, С. Самошкіна і М. Бебана. Художній рівень перекладів творів Шевченка мордовською мовою весь час удосконалюється.

## "Заповіт" Шевченка
Про популярність Шевченка в Мордовії свідчить і той факт, що його "Заповіт" багато перекладали у різний час. Серед перекладачів:
- К. Абрамов
- М. Іркаєв
- А. Ескін
- М. Нарваткін
- А. Чекашкін
- М. Бебан
- О. Малькін
- І. Девін